# Jürgen Werner (Fußballspieler, 1942)

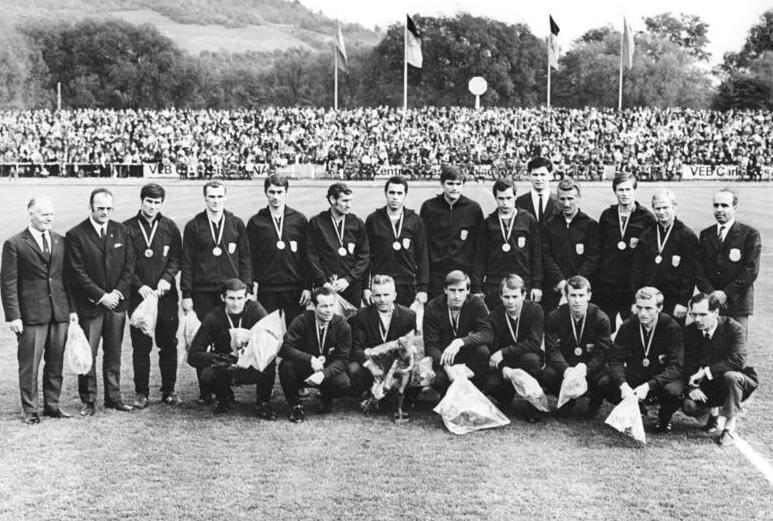
Jürgen Werner (hintere Reihe, erster von rechts) mit FC Carl Zeiss Jena im Jahr 1970

Jürgen Werner (* 31. März 1942 in Steinbach-Hallenberg; † Mai 2014) war Fußballspieler in der DDR-Oberliga für den SC Motor bzw. später FC Carl Zeiss Jena und spielte einmal in der Fußballnationalmannschaft der DDR.

## Laufbahn
In seinem südthüringischen Heimatort Steinbach-Hallenberg durchlief Jürgen Werner die Fußball-Nachwuchsmannschaften der dortigen BSG Motor Steinbach-Hallenberg. Als Juniorenspieler wirkte er in der Juniorenauswahl des Bezirks Suhl mit, die von seinem Vater Erwin trainiert wurde. Er legte das Abitur ab und begann ein Lehrerstudium an der Jenaer Universität. Als er 1960 mit 18 Jahren für den Männerbereich spielberechtigt wurde, war die 1. Mannschaft in der damals fünftklassigen Bezirksklasse Suhl vertreten. Dort wartete Werner mit so guten Leistungen auf, dass die damalige Nummer 1 im Thüringer Fußball SC Motor Jena Interesse an dem jungen Verteidiger äußerte. Entsprechend den Regularien im DDR-Fußball „delegierte“ daraufhin die BSG Motor Steinbach-Hallenberg Werner zum Jenaer Klub.
In Jena wurde Werner mit Beginn der Saison 1961/62 zunächst in der Reservemannschaft eingesetzt. Erst am 27. September 1964 kam er in einem Spiel um den Olympiapokal (Übergangsrunde während des olympischen Fußballturniers) erstmals in der Oberligamannschaft des SC Motor als linker Verteidiger zum Einsatz. Erste Höhepunkte hielt die Spielzeit 1967/68 für Werner bereit. Zunächst feierte seine Mannschaft, inzwischen zum FC Carl Zeiss Jena umstrukturiert, am 25. Mai 1968, dem vorletzten Spieltag, vorfristig seine zweite DDR-Meisterschaft. Der nur 1,68 m große Werner hatte an diesem Erfolg wesentlichen Anteil, denn am Ende der Saison hatte er in 24 der 26 Punktspiele mitgewirkt und dabei als standardmäßiger Verteidiger auch noch drei Tore beigesteuert. Neben der Meisterschaft hatte Jena auch noch die Möglichkeit, den DDR-Fußballpokal zu gewinnen. Im Endspiel am 9. Juni 1968 wurde Werner wieder als linker Verteidiger aufgeboten, musste aber mit seiner Mannschaft eine 1:2-Niederlage gegen den 1. FC Union Berlin hinnehmen. Auch in den Folgejahren gehörte der FC Carl Zeiss zu den Spitzenmannschaften der Oberliga. Die Saison 1969/70 sah die Jenaer erneut als Meister, Werner war in 14 Punktspielen dabei gewesen. Am 6. September 1970 absolvierte Werner sein einziges Spiel in der DDR-Nationalmannschaft. Beim 5:0 über Polen stand er auf seiner Stammposition linker Verteidiger, in den folgenden Länderspielen setzte sich hier der Dresdner Ganzera als Alternative zum Stammspieler Bernd Bransch durch, sodass Werner zu keinen weiteren Länderspielberufungen kam. 1971/72 spielte er zum letzten Mal in der Oberliga, und tragischerweise stand er nicht in der Mannschaft, die 1972 zum zweiten Mal den DDR-Fußballpokal gewann. Am Ende seiner Oberligakarriere konnte er auf 119 Punktspiele, 22 nationale und 30 Europapokalspiele zurückblicken, in den 170 Pflichtspielen erzielte er 12 Tore.
In der Saison 1972/73 half Jürgen Werner in der 3. Mannschaft des FC Carl Zeiss aus, die in der drittklassigen Bezirksliga Gera spielte. Anschließend arbeitete er im Trainerstab des FC und war hauptsächlich im Nachwuchsbereich tätig. Von 1984 bis 1988 war er unter Lothar Kurbjuweit Assistenztrainer der Oberligamannschaft. Anschließend trainierte Werner die DDR-Liga-Mannschaft von Robotron Sömmerda. Auch 2008 war Werner mit 66 Jahren noch Co-Trainer bei den A-Junioren des FC Carl Zeiss Jena. Der Klub berief ihn zum Mitglied des Ehrenrates.